# Tito Tácio

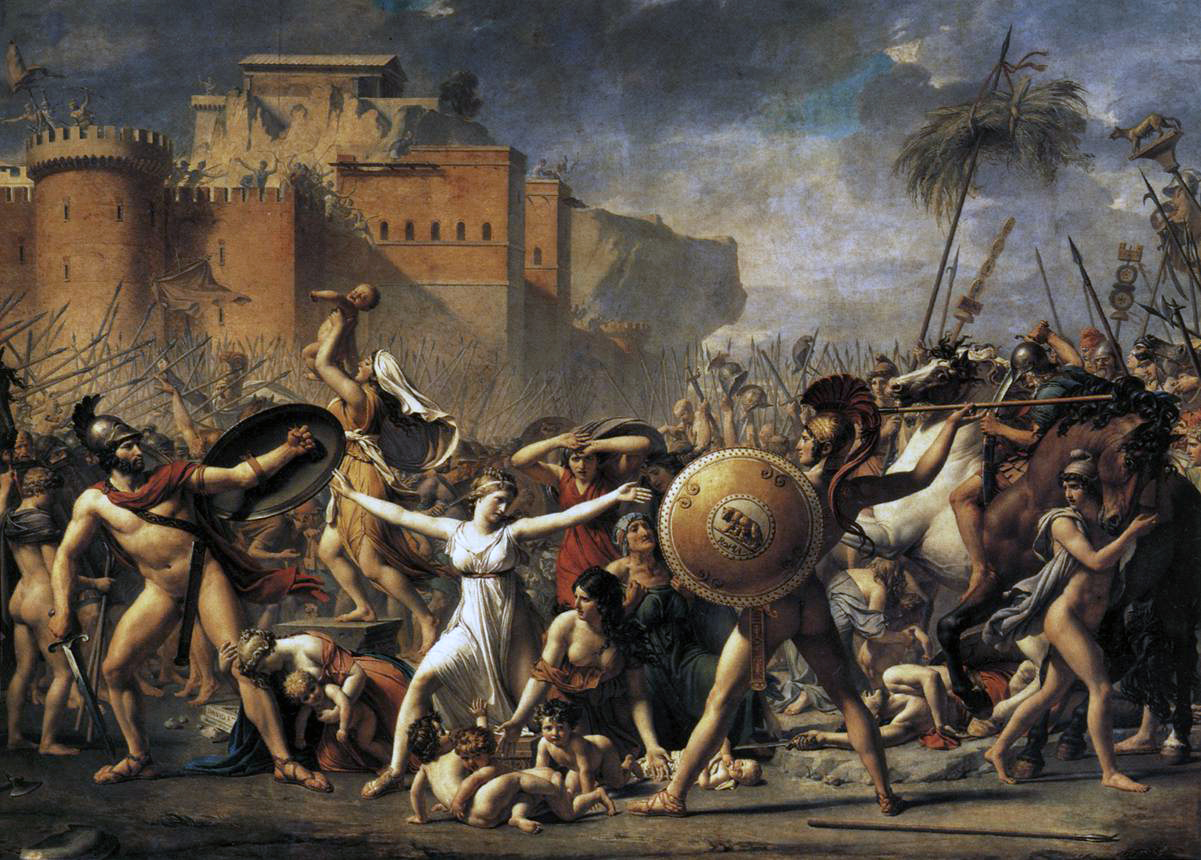
Rômulo, Hersília e Tito Tácio.
As sabinas, de Jacques-Louis David, Museu do Louvre

Tito Tácio (em latim Titus Tatius) era, segundo a mitologia romana, rei dos sabinos, no tempo em que Rômulo reinava em Roma.
Depois do rapto das sabinas pelos romanos,[carece de fontes?] os romanos derrotaram, primeiro, os cenirenses, e depois, uma aliança de Fidenas, Crustumério e Antemnas, os sabinos escolheram como seu comandante Tito Tácio, e marcharam contra Roma. Tomou, quase sem combate, o monte Quirinal.[carece de fontes?]
A cidade era de acesso difícil, e eles precisavam conquistar uma fortaleza no local onde, na época de Plutarco, estava o Capitólio, e que tinha uma guarda, com Espúrio Tarpeio como seu capitão.
Tarpeia, filha de Terpeio, vendo que os sabinos levavam braçadeiras de ouro no braço esquerdo, propôs a Tácio trair a cidadela, caso recebesse dos sabinos o que eles levavam neste braço.
Tácio aceitou a proposta, e entrou à noite, quando ela abriu os portões. Tácio, fiel à sua promessa, mas mostrando seu desprezo pela traição  cumpriu literalmente sua promessa, jogando sobre Tarpeia não só o bracelete como o escudo; os demais sabinos fizeram o mesmo, e mataram Tarpeia sob o impacto dos braceletes de ouro e enterrada pelos escudos.  Plutarco menciona uma versão alternativa, pela qual Tarpeia seria filha de Tácio, e que vivia à força com Rômulo, tendo traído os romanos por ordem do pai.
Terminada a guerra com a intervenção das sabinas, reinou cinco anos juntamente com Rômulo. Os dois povos, sabinos e quirites, se reuniram e a segunda tribo tomou o nome de tatienses ou titienses.[carece de fontes?]
O seu palácio estava situado no Capitólio, no mesmo local onde mais tarde foi edificado o templo de Juno.
Os laurentinos, insultados por Tácio, aproveitaram-se de um sacrifício solene em Lavínio, ao qual o rei assistia, para matá-lo. Seu túmulo, sobre o qual havia todos os anos sacrifícios em honra dos mortos, se achava no monte Aventino.